# جاكي ويفر
جاكي ويفر (بالإنجليزية: Jacki Weaver)‏ هي ممثلة أسترالية (من مواليد 25 مايو 1947 في سيدني، نيوساوث ويلز، أستراليا).

## الترشيحات والجوائز
| السنة | الحدث          | الفئة             | النتيجة  |
| ----- | -------------- | ----------------- | -------- |
| 2010  | جوائز الأوسكار | أفضل ممثلة مساعدة | فـــــوز |
| 2012  | جوائز الأوسكار | أفضل ممثلة مساعدة | فـــــوز |

## روابط خارجية
- جاكي ويفر على موقع IMDb (الإنجليزية)
- جاكي ويفر على موقع ألو سيني (الفرنسية)
- جاكي ويفر على موقع أول موفي (الإنجليزية)
- جاكي ويفر على موقع قاعدة بيانات الأفلام السويدية (السويدية)
- جاكي ويفر على موقع ديسكوغز (الإنجليزية)
- جاكي ويفر على موقع قاعدة بيانات الفيلم (الإنجليزية)
- جاكي ويفر على موقع كينوبويسك (الروسية)